# جبريل ليستير
جبريل ليستير (بالهولندية: Gabriel Lester)‏ هو فنان تنصيبي ومصور سينمائي هولندي، ولد في 6 فبراير 1972 في أمستردام في هولندا.

## وصلات خارجية
- الموقع الرسمي